# حاجی‌آباد (فلاورجان)
حاجی‌آباد یا قلعه حاجی آباد(فلاورجان)یکی از محلات لارگان بخش مرکزی شهرستان فلاورجان در استان اصفهان ایران است.

## جمعیت
این محله براساس سرشماری مرکز آمار ایران در سال ۱۳۸۵، جمعیت آن ۷۷۳ نفر (۱۹۵خانوار) بوده‌است.